# Liste der Wappen im Schwarzwald-Baar-Kreis
Diese Liste beinhaltet alle in der Wikipedia gelisteten Wappen des Schwarzwald-Baar-Kreises in Baden-Württemberg, inklusive historischer Wappen. Alle Städte, Gemeinden und Kreise in Baden-Württemberg führen ein Wappen. Sie sind über die Navigationsleiste am Ende der Seite erreichbar.

## Schwarzwald-Baar-Kreis

Wappen des Schwarzwald-Baar-Kreises[1]
Der Schwarzwald-Baar-Kreis in Baden-Württemberg

## Städtewappen im Schwarzwald-Baar-Kreis

Bad Dürrheim[2]
Blumberg[3]
Bräunlingen[4]
Donaueschingen[5]
Furtwangen im Schwarzwald[6]
Hüfingen[7]
St. Georgen im Schwarzwald[8]
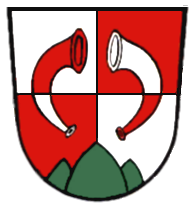
Triberg im Schwarzwald
Villingen-Schwenningen[10]
Vöhrenbach[11]

## Gemeindewappen im Schwarzwald-Baar-Kreis

Brigachtal[12]
Dauchingen[13]
Gütenbach[14]
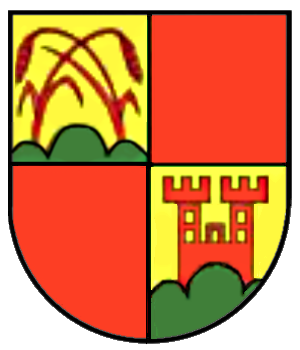
Königsfeld im Schwarzwald
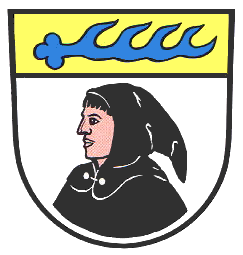
Mönchweiler
Niedereschach[17]
Schonach im Schwarzwald[18]
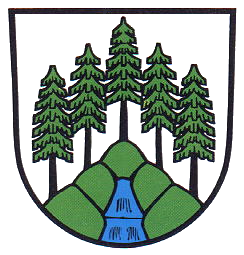
Schönwald im Schwarzwald
Tuningen[20]
Unterkirnach[21]

## Ehemalige Gemeindewappen

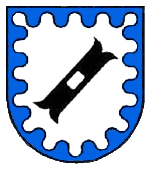
Aasen
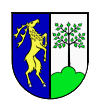
Achdorf
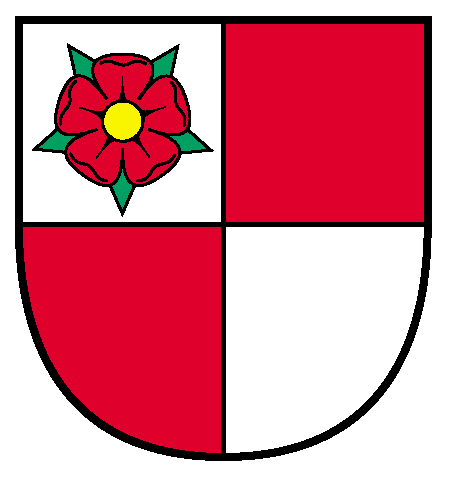
Allmendshofen
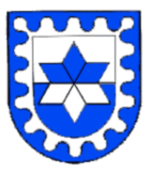
Aufen
Behla[26]
Biesingen[27]
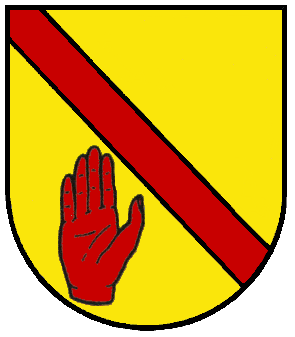
Bregenbach
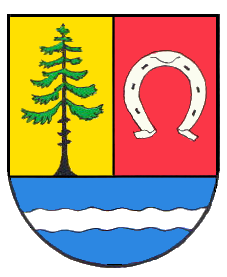
Brigach
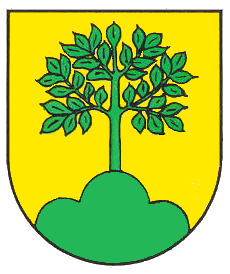
Buchenberg
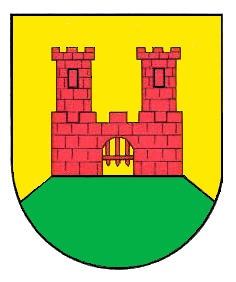
Burgberg
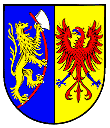
Döggingen
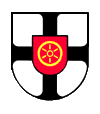
Epfenhofen
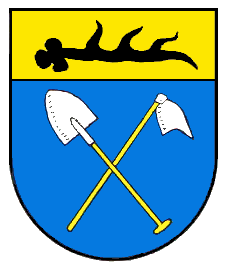
Erdmannsweiler
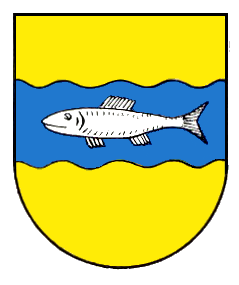
Fischbach
Fürstenberg[36]
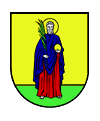
Fützen
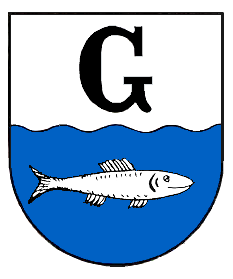
Gremmelsbach
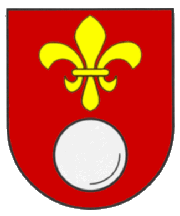
Grüningen
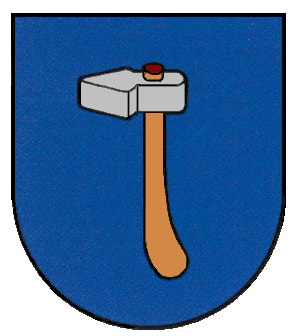
Hammereisenbach
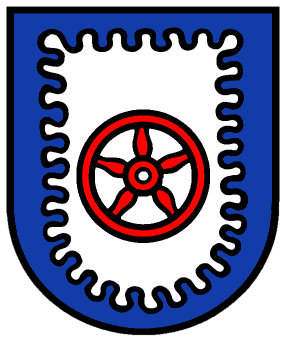
Hausen vor Wald
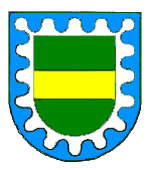
Heidenhofen
Herzogenweiler[43]
Hochemmingen[44]
Hondingen[45]
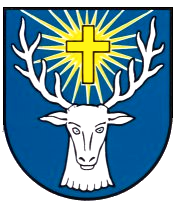
Hubertshofen
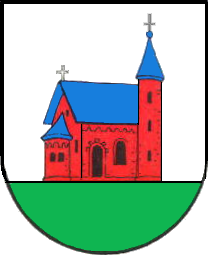
Kappel
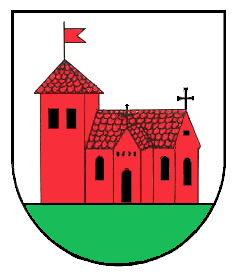
Kirchdorf
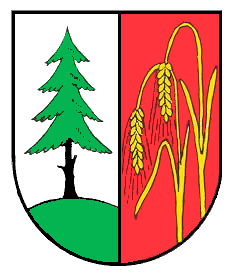
Klengen
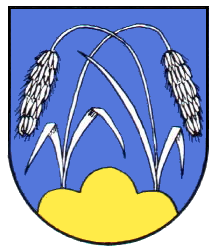
Königsfeld im Schwarzwald
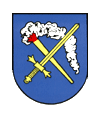
Kommingen
Langenbach[52]
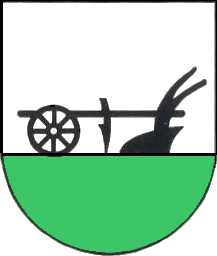
Langenschiltach
Linach[54]
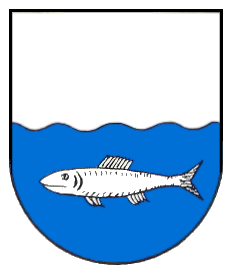
Marbach
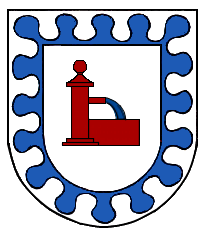
Mistelbrunn
Mühlhausen[57]
Mundelfingen[58]
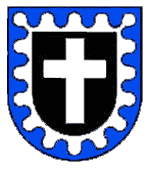
Neudingen
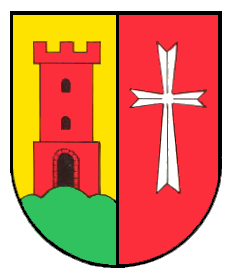
Neuhausen
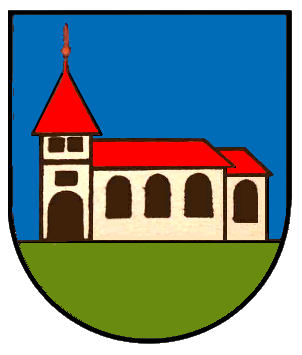
Neukirch im Schwarzwald
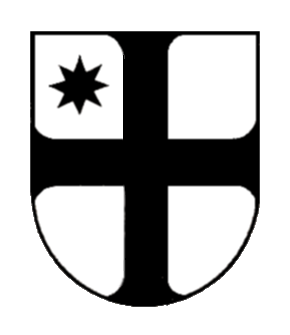
Nordhalden
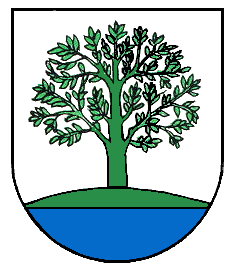
Nußbach
Oberbaldingen[64]
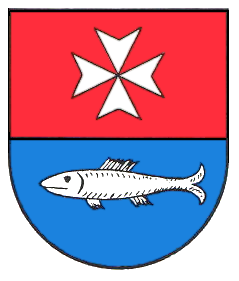
Obereschach
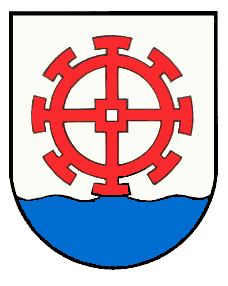
Oberkirnach
Öfingen[67]
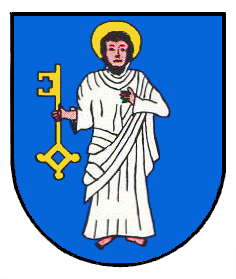
Peterzell
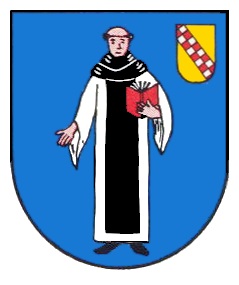
Pfaffenweiler
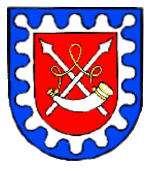
Pfohren
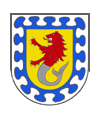
Riedböhringen
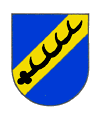
Riedöschingen
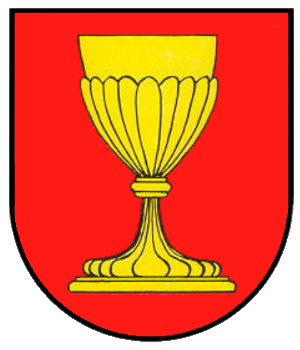
Rietheim
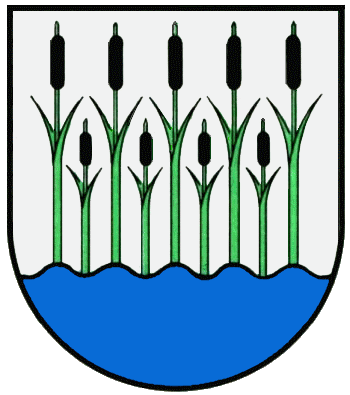
Rohrbach im Schwarzwald
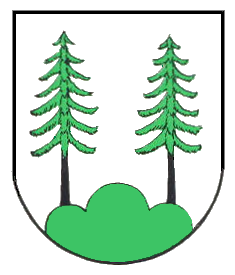
Rohrhardsberg
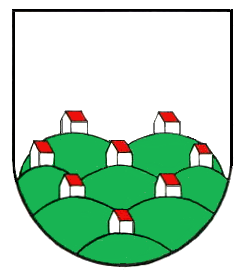
Schabenhausen
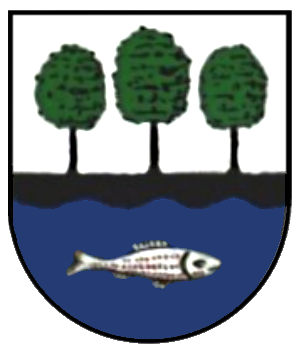
Schönenbach
Schwenningen am Neckar[78]
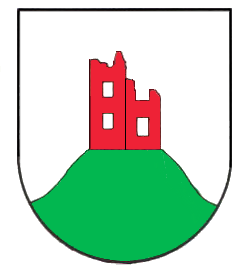
Stockburg
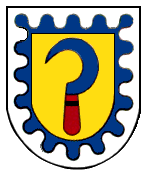
Sumpfohren
Sunthausen[81]
Tannheim[82]
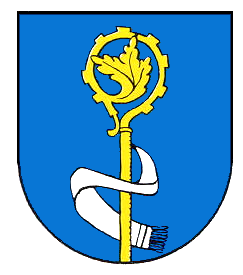
Überauchen
Unterbaldingen[84]
Unterbränd[85]
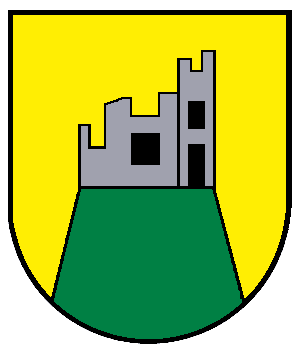
Urach
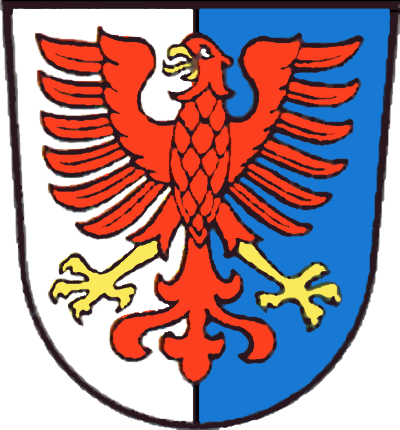
Villingen im Schwarzwald
Waldhausen[88]
Weigheim[89]
Weiler[90]
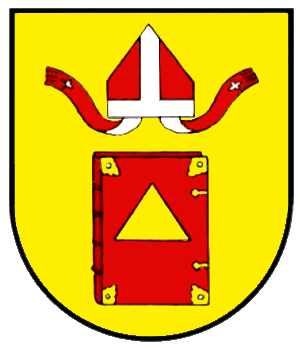
Weilersbach
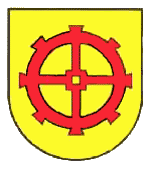
Wolterdingen
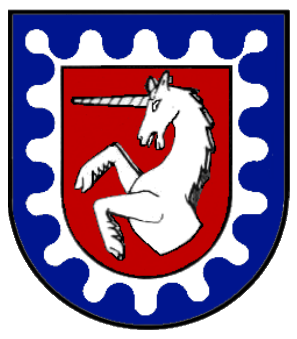
Zindelstein

## Blasonierungen
1. ↑  Schwarzwald-Baar-Kreis: Geviert von Silber und Blau, im ersten Feld ein blau bewehrter roter Adler.
2. ↑  Bad Dürrheim: In einem durch einen goldenen Stab gespaltenen Schild vorne in Rot das silberne Johanniterkreuz, hinten in Blau über drei silbernen Wellenleisten ein silberner achtstrahliger Stern.
3. ↑  Blumberg: Unter einem durch Wolkenschnitt von Silber und Grün abgeteilten Schildhaupt in Silber ein rotes Zahnrad, darin zwei rote Berghämmer; unter dem Zahnrad ein grünes Eichenblatt, schräggekreuzt mit einem grünen Buchenblatt.
4. ↑  Bräunlingen: In Gold ein roter Löwe.
5. ↑  Donaueschingen: In von Silber und Blau geteiltem Schild ein sechsspeichiges Rad in verwechselten Farben.
6. ↑  Furtwangen im Schwarzwald: In Silber auf grünem Berg eine rote Burgruine, begleitet von zwei grünen Tannen.
7. ↑  Hüfingen: In Blau ein schwebender, gemauerter, spitzbedachter silberner Torturm mit zwei Erkertürmchen.
8. ↑  St. Georgen im Schwarzwald: In Rot auf golden gezäumtem silbernen Pferd linkshin reitend der golden gerüstete heilige Georg, mit der Rechten dem auf dem Rücken liegenden grünen Drachen die schwarze Lanze in den Hals stoßend.
9. ↑  Triberg im Schwarzwald: Über grünem Dreiberg in von Silber und Rot geviertem Schild zwei gestürzte zugewendete Hifthörner in verwechselten Farben.
10. ↑  Villingen-Schwenningen: In von Silber und Blau gespaltenem Schild ein Wellenbalken in verwechselten Farben, im rechten und oberen Feld ein linksgewendeter golden bewehrter roter Adler, im linken oberen Feld ein schwimmender, silberner Schwan mit goldenem Schnabel und Zunge.
11. ↑  Vöhrenbach: In Blau ein goldener Wellenschrägbalken, belegt mit einer aufwärts schwimmenden roten Forelle.
12. ↑  Brigachtal: In Grün ein verbreiterter, silberner Schräglinksbalken, überdeckt von einem rotbezungten, rotbewehrten schwarzen Bären.
13. ↑  Dauchingen: In Rot ein linksgewendeter goldener Löwe mit einer gestürzten silbernen Pflugschar zwischen den Vorderpranken.
14. ↑  Gütenbach: In Silber ein achtspeichiges, links oben zerbrochenes schwarzes Rad mit spitzen Zacken.
15. ↑  Königsfeld im Schwarzwald: Geviert von Gold und Rot; in Feld 1 aus den beiden äußeren Kuppen eines grünen Dreibergs wachsend zwei schräggekreuzte grüne Kornähren, in Feld 4 auf grünem Dreiberg eine rote Burg mit zwei Zinnentürmen.
16. ↑  Mönchweiler: Unter goldenem Schildhaupt, darin eine blaue Hirschstange, in Silber ein wachsender Mönchsrumpf in schwarzem Habit.
17. ↑  Niedereschach: In Blau ein silberner Fisch, auf diesem aufsitzend ein fünfblättriger goldener Eschenzweig.
18. ↑  Schonach im Schwarzwald: In Silber aus einer goldenen Mondsichel wachsend die Muttergottes mit goldener Krone, blauem Gewand und rotem Schleier; in der Rechten hält sie ein goldenes Szepter, in der Linken das Jesuskind mit rotem Gewand und einer goldenen Weltkugel in der linken Hand. Beide Figuren tragen einen goldenen Nimbus.
19. ↑  Schönwald im Schwarzwald: In Silber auf grünem Fünfberg fünf grüne Tannen mit schwarzem Stamm; vom Fuß des obersten Berges fließt eine blaue Kaskade herab.
20. ↑  Tuningen: In Silber ein angehackter schwarzer Schrägbalken, aus dem beiderseits je eine golden besamte rote Rose mit grünen Kelchblättern an schwarzem Stiel wächst.
21. ↑  Unterkirnach: In Silber auf grünem Dreiberg drei rote Zinnentürme, der mittlere höher und breiter als die äußeren.
22. ↑   Aasen: In Silber mit blauem Wolkenbord ein schräglinks gestelltes schwarzes Mühleisen.
23. ↑   Achdorf: In gespaltenem Schild vorne in Blau ein aufgerichteter, linksgewendeter goldener Hirsch, hinten in Silber auf grünem Dreiberg eine grüne Linde mit schwarzem Stamm.
24. ↑  Allmendshofen:
25. ↑  Aufen:
26. ↑   Behla: In geteiltem Schild oben in Gold ein wachsender roter Adler, unten von Schwarz und Gold geteilt.
27. ↑   Biesingen: In Silber eine bewurzelte grüne Linde mit schwarzem Stamm.
28. ↑  Bregenbach:
29. ↑   Brigach: Über einem blauen Schildfuß mit silbernem Wellenbalken in gespaltenem Schild vorne in Gold eine grüne Tanne mit schwarzem Stamm, hinten in Rot ein silbernes Hufeisen mit nach unten gekehrten Stollen.
30. ↑   Buchenberg: In Gold auf grünem Dreiberg eine grüne Buche.
31. ↑   Burgberg: In Gold auf grünem Berg eine zweitürmige rote Burg.
32. ↑   Döggingen: In gespaltenem Schild vorne in Blau ein linksgewendeter, rot bezungter goldener Löwe, ein silbernes Beil mit rotem Stiel in den Pranken haltend, hinten in Gold ein blau bewehrter, rot bezungter roter Adler.
33. ↑   Epfenhofen: In Silber ein durchgehendes schwarzes Tatzenkreuz, belegt mit einem roten Herzschild, darin ein goldenes Rad.
34. ↑   Erdmannsweiler: Unter einem goldenen Schildhaupt mit querliegender vierendiger schwarzer Hirschstange in Blau ein silberner Spaten mit goldenem Stiel schräggekreuzt mit einer Hacke in den gleichen Farben.
35. ↑   Fischbach: In Gold ein blauer Wellenbalken, in diesem ein silberner Fisch.
36. ↑   Fürstenberg: In Silber eine rote Zinnenmauer mit offenem Tor, darüber zwei spitz bedachte rote Zinnentürme.
37. ↑   Fützen: In Gold auf grünem Boden stehend der golden nimbierte hl. Vitus in blauem Mantel und rotem Untergewand, in der Rechten einen grünen Palmzweig, in der Linken einen goldenen Reichsapfel haltend.
38. ↑   Gremmelsbach: In durch Wellenschnitt geteiltem Schild oben in Silber der schwarze Großbuchstabe G, unten in Blau ein nach links schwimmender silberner Fisch.
39. ↑   Grüningen: In Rot eine silberne Kugel, überhöht von einer goldenen Lilie.
40. ↑   Hammereisenbach: In Blau ein natürlicher Hammer [übliche Darstellung: silbern mit braunem Stiel].
41. ↑   Hausen vor Wald: In Silber mit blauem Wolkenbord ein fünfspeichiges rotes Rad.
42. ↑   Heidenhofen: In Grün mit blau-silbernem Wolkenbord ein goldener Balken.
43. ↑   Herzogenweiler: In Schwarz ein silberner Pokal, darüber eine rot gefütterte silberne Herzogskrone mit aufgesetztem goldenem Reichsapfel.
44. ↑   Hochemmingen: In durch eine goldene Leiste geteiltem Schild oben in Blau ein wachsender, rot bezungter goldener Löwe, unten in Blau ein goldenes Schräggitter.
45. ↑   Hondingen: In Rot mit blau-silbernem Wolkenbord ein wachsender goldener Abtsstab mit silbernem Sudarium.
46. ↑   Hubertshofen: In Blau ein silberner Hirschkopf mit Halsfell, überhöht von einem strahlenden goldenen Hochkreuz (Passionskreuz).
47. ↑   Kappel: In Silber auf grünem Boden eine rote Kapelle [(Turm links)] mit blauem Dach.
48. ↑   Kirchdorf: In Silber auf grünem Boden eine rote Kirche [(Turm rechts)].
49. ↑   Klengen: In gespaltenem Schild vorne in Silber auf grünem Hügel eine grüne Tanne mit schwarzem Stamm, hinten in Rot zwei goldene Ähren an gebogenen Halmen.
50. ↑   Königsfeld im Schwarzwald alt: In Blau auf goldenem Dreiberg zwei sich gegen- und übereinander neigende silberne Kornähren.
51. ↑   Kommingen: In Blau eine goldene Fackel mit rotem Feuer und silbernem Rauch, schräggekreuzt mit einem goldenen Schwert.
52. ↑   Langenbach: In Silber ein blauer Wellenschrägbalken.
53. ↑   Langenschiltach: In Silber auf grünem Schildfuß ein schwarzer Pflug.
54. ↑   Linach: In Silber auf grünem Boden rechts eine rote Köhlerhütte, links ein grüner Baum; davor ein schwarzgekleideter Mann mit roter Weste, die Linke erhoben.
55. ↑   Marbach: In durch Wellenschnitt von Silber und Blau geteiltem Schild unten ein silberner Fisch.
56. ↑   Mistelbrunn: In Silber mit blauem Wolkenbord ein roter Brunnen mit blauem Wasserstrahl.
57. ↑   Mühlhausen: In Blau ein pfahlweis gestellter silberner Doppelhaken.
58. ↑   Mundelfingen: Mit blau-silbernem Wolkenbord von Schwarz und Gold dreimal geteilt.
59. ↑   Neudingen: In Schwarz mit blau-silbernem Wolkenbord ein schwebendes silbernes Hochkreuz.
60. ↑   Neuhausen: In gespaltenem Schild vorne in Gold auf grünem Dreiberg ein roter Turm mit drei Zinnen, hinten in Rot ein silbernes Johanniterkreuz mit nach unten verlängertem Balken.
61. ↑   Neukirch: In Blau auf grünem Boden eine silberne Kirche, Turm rechts, mit rotem Dach.
62. ↑   Nordhalden: In Silber ein gradarmiges schwarzes Tatzenkreuz, im rechten Obereck ein achtstrahliger schwarzer Stern.
63. ↑   Nußbach: In Silber auf grünem Boden über blauem Schildfuß ein grüner Nussbaum.
64. ↑   Oberbaldingen: Unter goldenem Schildhaupt, darin eine liegende schwarze Hirschstange, in Blau zwei abgewendete silberne Karpfen.
65. ↑   Obereschach: In geteiltem Schild oben in Rot ein silbernes Malteserkreuz, unten in Blau ein silberner Fisch.
66. ↑   Oberkirnach: In Silber über einem gewellten blauen Schildfuß ein [vierspeichiges, achtschaufliges] rotes Mühlrad.
67. ↑   Öfingen: Unter goldenem Schildhaupt, darin eine liegende schwarze Hirschstange, in Silber ein roter Löwe.
68. ↑   Peterzell: In Blau der silbern gekleidete hl. Petrus, einen goldenen Schlüssel in der Rechten haltend.
69. ↑   Pfaffenweiler: In Blau ein Zisterziensermönch, in der Linken ein rotes Buch haltend, links oben ein Schild, worin in Gold ein doppelreihig rot-silbern geschachter Schrägbalken.
70. ↑   Pfohren: In Rot mit blau-silbernem Wolkenbord zwei schräggekreuzte silberne Jagdspeere, beheftet mit einem silbernen Hifthorn, Mundstück rechts, mit goldenen Beschlägen und goldener Fessel.
71. ↑   Riedböhringen: In Gold mit silber-blauem Wolkenbord ein roter Seelöwe mit silbernem Schwanz.
72. ↑   Riedöschingen: In Blau ein goldener Schräglinksbalken, belegt mit einer schwarzen Hirschstange.
73. ↑   Rietheim: In Rot ein goldener Kelch.
74. ↑   Rohrbach im Schwarzwald: In Silber aus blauem Wellenschildfuß wachsend [im Wechsel fünf große und vier kleine] grüne Schilfrohre mit schwarzen Kolben.
75. ↑   Rohrhardsberg: In Silber auf grünem Dreiberg zwei grüne Tannen mit schwarzem Stamm.
76. ↑   Schabenhausen: In Silber auf acht [(2:3:2:1)] grünen Bergen je ein silbernes Häuschen mit rotem Dach.
77. ↑   Schönenbach: In Silber über erhöhtem blauem Wellenschildfuß, darin eine nach links schwimmende silberne Forelle, auf schwarzem Boden drei grüne Laubbäume mit schwarzem Stamm.
78. ↑   Schwenningen am Neckar: In geteiltem Schild oben in Blau ein schwimmender silberner Schwan, unten in Silber ein blaues Uhrenzahnrad.
79. ↑   Stockburg: In Silber auf grünem Berg eine rote Burgruine.
80. ↑   Sumpfohren: In Gold mit silber-blauem Wolkenbord eine aufgerichtete blaue Sichel mit rotem Griff.
81. ↑   Sunthausen: Mit silber-blauem Wolkenbord geteilt, oben in Grün ein goldener Balken, unten in Gold eine liegende schwarze Hirschstange.
82. ↑   Tannheim: In Silber eine ausgerissene, schwarz bewurzelte grüne Tanne mit vier schwarzen Zapfen.
83. ↑   Überauchen: In Blau ein goldener Krummstab mit silbernem Tuch (pannisellus).
84. ↑   Unterbaldingen: In Gold mit blauem Wolkenbord ein oberhalber roter Löwe.
85. ↑   Unterbränd: In gespaltenem Schild vorne in Rot ein silberner Balken, hinten in Gold ein roter Löwe.
86. ↑   Urach: In Gold auf steilem grünem Berg eine natürliche Burgruine.
87. ↑   Villingen im Schwarzwald: In von Silber und Blau gespaltenem Schild ein golden bewehrter roter Adler.
88. ↑   Waldhausen: In Silber mit blauem Wolkenbord eine abgeschlagene schwarze Tanne.
89. ↑   Weigheim: In Rot ein silbernes Johanniterkreuz.
90. ↑   Weiler: In Blau drei (2:1) goldene Garben.
91. ↑   Weilersbach: In Gold ein rotes Buch mit goldenen Beschlägen, belegt mit einem gleichseitigen goldenen Dreieck; über dem Buch eine silbern ausgeschmückte rote Mitra.
92. ↑   Wolterdingen: In Gold ein vierspeichiges rotes Mühlrad.
93. ↑  Zindelstein: In Rot mit blau-silbernem Wolkenbord ein oberhalbes silbernes Einhorn.